# 黄细心属
黄细心属（学名：Boerhavia）是紫茉莉科下的一个属，为披散草本植物。该属共有40种以上，分布于热带和亚热带地区。

## 物种
本属包括以下物种：
- 红细心 Boerhavia coccinea
- 皱叶黄细心 Boerhavia crispa
- 黄细心 Boerhavia diffusa
- 直立黄细心 Boerhavia erecta
- 花莲黄细心 Boerhavia hualienense
- 匍匐黄细心 Boerhavia repens